# 多罗特娅·克林
多罗特娅·克林（德語：Dorothea Köring，1880年7月11日—1945年2月13日），德国女子网球运动员。她曾代表德国参加1912年夏季奥林匹克运动会网球比赛，获得混合双打金牌和女子单打银牌。